# Rusko-turška vojna (1676–1681)
Rusko-turška vojna (1676–1681) je bila vojna med Ruskim carstvom in Osmanskim cesarstvom, ki jo je v drugi polovici 17. stoletja povzročil osmanski ekspanzionizem.

## Preludij
Ko je osmanska vojska med poljsko-turško vojno (1672–1676) opustošila in zasedla Podolje, si je osmanska vlada s pomočjo vazala (od 1669) hetmana Petra Dorošenka prizadevala razširiti svojo oblast nad vso Desnobrežno Ukrajino. Agresivna osmanska politika je povzročila nezadovoljstvo med številnimi ukrajinskimi kozaki, ki so leta 1674 hetmana Levobrežne Ukrajine Ivana Samojloviča izvolili za edinega hetmana cele Ukrajine.
Dorošenko je kljub temu obdržal Čigirin. Spretno je manevriral med Moskvo in Varšavo in izkoristil podporo osmansko-tatarske vojske. Nazadnje so ruske in ukrajinske sile pod poveljstvom Samojloviča in Grigorija Romodanovskega oblegale Čigirin in leta 1676 prisilile Dorošenka k predaji. Ruska in ukrajinska vojska sta v Čigirinu pustili svojo posadko in se umaknil na levi breg Dnepra.

## Pohod leta 1677
Osmanski sultan Mehmed IV. je za hetmana Desnobrežne Ukrajine imenoval Jurija Hmeljnickega, ki je bil takrat v njegovem ujetništvu, in julija 1677  ukazal svoji vojski 45.000 mož pod poveljstvom Ibrahim Paše, da krene na pohod proti Čigirinu. Predhodnica se je pred trdnjavo pojavila 30. julija 1677.  3. avgusta je tja prišla tudi glavnina osmanske vojske. Vojski Samojloviča in Grigorija Romodanovskega sta se 10. avgusta združili in šele 24. avgusta na poti proti Čigirinu prečkali reko Sulo.  26. in 27. avgusta so se med prvimi spopadi osmanske enote umaknile iz svojih opazovalnic in omogočile ruski in ukrajinski vojski, da je pod zaščito topništva prečkala reko. Osmanski poskusi, da bi prve ruske oddelke pod poveljstvom generalmajorja Šepeljeva  pregnali nazaj čez reko, so bili neuspešni. 28. avgusta sta ruska in ukrajinska konjenica napadli in preplavili turško-tatarski tabor in zadali veliko žrtev. Naslednji dan je Ibrahim Paša prekinil obleganje Čigirina in se naglo umaknil čez reko Inhul in naprej. Samojlovič in Grigorij Romodanovski sta 5. septembra osvobodila Čigirin. Osmanska vojska je izgubila 20.000 mož. Ibrahim Pašo so po vrnitvi v Carigrad aretirali, krimski kan Selim I. Geraj pa je izgubil prestol.

## Pohod leta 1678
Julija 1678 sta turška vojska (približno 70 000 mož) pod poveljstvom velikega vezirja Kara Mustafa Paše  in krimska  tatarska vojska (do 50 000 mož) ponovno oblegali Čigirin. Ruska in ukrajinska vojska (70.000–80.000 mož) sta se prebili skozi utrjene položaje turške zaščitnice in jo pognale v beg. Vojski sta se nato utrdili na levem bregu reke Tjazmin nasproti trdnjave in turško-krimske oblegovalne vojske. Prehodi čez reko so bili uničeni, zato bi bil napad na Turke težaven. Vstop v Čigirin je bil mogoč, vendar je bil obkoljen in močno bombardiran. Mestne utrdbe so bile že močno poškodovane. Ko so Turki 11. avgusta vdrli v Spodnje mesto Čigirin, je Romodanovski ukazal zapustiti citadelo in umaknil čete na levi breg Tjazmina. Ruska vojska se je umaknila čez Dneper in premagala zasledovalno turško vojsko, poem pa se je zasledovanje ustavilo. Turki so kasneje zavzeli Kanev in vzpostavili  oblast Jurija Hmelnickega v Desnobrežni Ukrajini. Kijeva, v katerem so bile ruske čete, se niso upali napasti.

## Nadaljevanje vojne
V letih 1679–1680 so Rusi odbili napade Krimskih Tatarov in 3. januarja  1681 sklenili Bahčisarajski mirovni sporazum, s katerim je  rusko-turška meja postala reka Dneper.